# Авреліан
Лу́цій Домі́цій Авреліа́н (лат. Lucius Domitius Aurelianus; 214 р., Сірмій — 275 р., Кенофрурій) — римський імператор у 270—275 рр. Через численні військові перемоги спромігся уникнути розпаду Імперії під натиском зовнішніх та внутрішніх загроз. Правління Авреліана зіграло ключову роль у подоланні Кризи III століття. 
Мав також титули перемоги: Germanicus Maximus («Великий переможець Германський») з 270 р., Gothicus Maximus («Великий переможець Готський») з 271 р., Parthicus Maximus («Великий переможець Парфії») та Carpicus Maximus («Великий переможець Карпський») з 273 р.

## Життєпис
Авреліан родом з Мезії в Іллірії, походив із незнатної родини, наймовірніше, з родини колона. Вступивши до римського війська, Авреліан за Клавдія II став очільником кінноти і після його смерті був проголошений солдатами дунайських легіонів новим імператором.
Перемоги, здобуті над ютунгами, сарматами, вандалами та готами, дозволили укріпити дунайські кордони Імперії. Проте Авреліан був змушений у 275 році поступитися готам провінцією Дакія, що розташовувалася на більшій частині сучасної Румунії. Вторгнення алеманів в Італію було зупинено в 271 р у Павії. Для захисту від можливих нападів Авреліан віддав розпорядження про будівництво додаткових укріплень навколо Риму, які збереглися до наших днів т. зв. Авреліанові мури завдовжки 18,8 км. Підкоренням Пальмірського царства правительки Зенобії в 272—273 рр. і підпорядкуванням Галльської імперії, узурпатор якої Тетрик в 274 р здався римлянам. Авреліану вдалося возз'єднати з Імперією майже всі її землі та відновити її єдність. За це Авреліан був увінчаний почесним титулом Restitutor orbis.
Для зміцнення Імперії Авреліан провів грошову реформу і ввів культ близькосхідного бога сонця Sol invictus, який в 274 р був проголошений вищим державним божеством.
Правління Авреліана підготувало розпочатий з правління Діоклетіана домінат як вираз необмеженої влади імператора. Авреліан був першим, хто офіційно іменувався паном і богом (Dominus et Deus) і носив діадему. Авреліан став жертвою змови під час походу проти персів.

## Походження і ранні роки
Авреліан народився в Іллірії, приморській області на території сучасної республіки Хорватія.
Ставши римським громадянином, юнак вирішив змінити спосіб життя провінційного хлібороба на життя легіонера, чия професія була дуже шанована в Стародавньому Римі. Він з молодих років успішно почав служити в римських військах, які постійно брали участь завойовницьких походах.
У 268 році Луцій Доміцій Авреліан був уже відомим в Стародавньому Римі воєначальником, який прославив своє ім'я не в одному військовому поході. Хоча, він ще не був на перших ролях в римському війську, але користувався в середовищі легіонерів чималою пошаною.

## Становлення імператором
За імператора Клавдія іллірієць зійшов на вершину військової влади. Коли почалася важка для Риму війна з готами, під його проводом опинилася вся римська кавалерія, добре навчена, озброєна і дисциплінована. Щоправда, вона не була головною силою римської армії, основу якої складали піші легіони. Готи, відчайдушно протистояли більш сильному ворогові, урешті-решт зазнали поразки. У цій війні Авреліан заслужив славу справжнього полководця.
Переможна війна з готами висунула Луція Доміція Авреліана на перші ролі в Римській імперії, оскільки за його спиною стояли численні римські легіони, загартовані у війні. Коли на початку 270 року помер імператор Клавдій, італійські легіони оголосили новим імператором Риму брата померлого — Квінтілла. Авреліана тоді не було в Римі, і він не міг вплинути на таке рішення. На той час він уже відкрито претендував на пост першої людини у величезній імперії, оскільки командував чималою військовою силою.
Правління Квінтіллія було недовгим. Уже навесні цього ж 270 року солдати паннонських легіонів в Сірмії проголосили імператором свого переможного полководця Луція Доміція Авреліана, близького друга популярного імператора Клавдія. Імператору Квінтіллію не було на кого опертися в Римі, якщо не брати до уваги власних охоронців і міського гарнізону, однак до війни між суперниками справа не дійшла, хоча сторони були налаштовані дуже рішуче.

## Військові походи

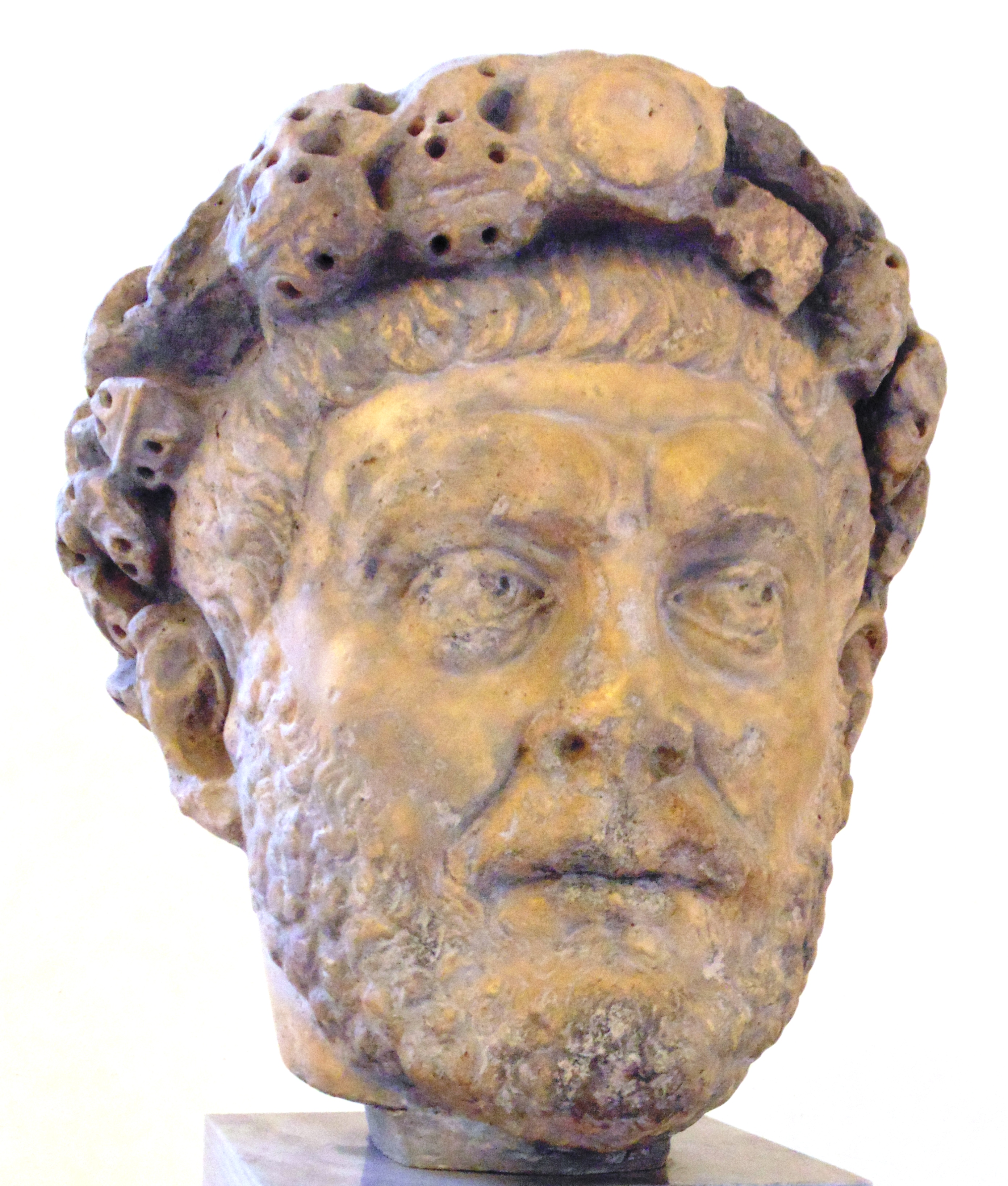
Фрагмент скульптури імператора Авреліана

Новому главі Риму відразу ж довелося зіткнутися з великими зовнішньополітичними труднощами, що дісталися йому від попередників. Імператор Авреліан в самому початку свого правління був змушений відвести римські легіони і частину колоністів з Дакії на правий берег Дунаю. Родючу Дакію захопили готи, сармати та маркомани.
Авреліан поставив перед собою мету — зміцнити могутність Риму. Головним завданням нового імператора стало відновлення цілісності держави. До цього прагнув ще імператор Клавдій, але йому мало що вдалося зробити. Перш за все римська армія на чолі з Авреліаном вирушила на войовничих готів, які ніяк не бажали поступатися ненависному їм Риму. Готи пручалися армії Авреліана люто й завзято, не рахуючись ні з якими втратами. Однак на полі битви варварське військо раз по раз виявився нездатним протистояти римським легіонам під командуванням імператора і його воєначальників, що мали багатий бойовий досвід.
У 270—271 роках римський імператор після кількох переможних походів витіснив з прикордонної області Паннонії готів, а також вандалів, які своєю постійною готовністю до війни з Римом мало чим відрізнялися від готів. Потім почалася війна з алеманнами, які в ході переселення вторглися в римську провінцію Рецію і саму Італію. Імператор Авреліан знову продемонстрував високу військову майстерність в боротьбі з варварами. Він вщент розбив алеманнів. У тому ж 271 році війна з войовничим народом алеманнів відновилася. Імператор Авреліан завдав їм поразки в Умбрії, поблизу річки Метавр.
Незабаром Авреліан отримав відомості, що пригнічені готами племена карпів перейшли в межі Римської імперії, у Фракію, грабуючи там поселення. Імператор вирішив приборкати карпів. Про деталі експедиції нічого не відомо, крім того, що вона була успішною. Після перемоги Авреліан оселив частину карпів на римській території, а саме - в Нижній Мезії, Фракії і особливо Родопах.
Війни з алеманнами й іншими варварами, що зазіхали навіть на саму італійську територію, змінили зовнішній образ Вічного міста. Для захисту від них за імператорським указом були відновлені старі стіни і Рим був обнесений новою, більш потужною фортечною стіною, що обійшлося державній скарбниці і городянам у велику суму. Значна частина нової стіни, що отримала назву Авреліанової, довжиною в 18,8 кілометрів, зберіглася досі.
Вирішивши продовжити серію завойовницьких походів, він вирушив на Пальмірське царство, яке за царя Одената і його вдови, цариці Зенобії поширило свою владу на більшу частину Передньої Азії і тимчасово захопило таку багату і густозаселених країну, як Єгипет.
Вже в 272 році Авреліан витіснив війська Пальмірської цариці Зиновії з Малої Азії, взявши чимало міст і фортець.
На початку наступного 273 року цариця Зиновія втекла зі своєї обложеної столиці з надією зібрати нові війська проти римлян. Однак втікачку затримали і доставили в римський табір. Ця звістка спонукала захисників Пальміри здатися, і вони склали перед імператорськими легіонами зброю. Луцій Доміцій Авреліан великодушно дарував цариці Зиновії прощення (що було зовсім не в дусі тієї історичної епохи) і залишив їй в правління місто Пальміру з околицями.
Незабаром після оволодіння Пальмірою імператор Авреліан повів своє військо далі в похід, залишивши в місті сильний римський гарнізон. Через нетривалий час городяни на чолі з царицею Зиновія повстали і перебили залишений там переможцями гарнізон разом з чужоземним губернатором. Отримавши таку звістку, Авреліан повернув армію назад і знову захопив Пальміру, не пощадивши при цьому нікого з його жителів. Місто було зруйноване вщент.
З Близького Сходу Авреліан і римські легіони повернулися до Вічного міста з величезною військовою здобиччю. Колишня Пальмірська цариця Зиновія, енергійна і честолюбна правителька, була в ланцюгах з ганьбою проведена по Риму в тріумфальному ході імператора-полководця. Також було придушено повстання ремісників-монетарів. Його прославляли тепер не тільки народ, а й сенат.
Після серії блискучих перемог Луцій Доміцій Авреліан став носити почесний титул «відновника миру» в Римській імперії, громадяни якої усюди з великими почестями зустрічали свого коронованого правителя і переможного полководця. Він був улюбленим і римською армією, про благополуччя якої він дбав найбільше.

## Вбивство
У 275 році Авреліан на чолі великої армії рушив в новий східний похід — цього разу проти персів, але в дорозі, в містечку Кенофуріі, між Гераклеєю і Візантієм, він був убитий через підступи свого писаря Мнестея. Цього Мнестея імператор підозрював в якихось злочинах. Знаючи це, писар склав список осіб, нібито підозрюваних імператором, до якого поряд з іменами тих, на кого Авреліан дійсно гнівався, включив також імена тих, про кого той не думав нічого поганого. Мнестей додав до них і своє ім'я, щоб виявлене ним занепокоєння викликало більше довіри.
Він прочитав список окремим особам, імена яких в ньому значилися, додаючи, що Авреліан вирішив усіх їх вбити і що вони, якщо є справжніми чоловіками, повинні подбати про власне життя. Страх опанував тими, хто заслужив кару, а скорбота — тими, хто не мав провини, так як Авреліан, здавалося, не виказував вдячності за все було зроблено йому. Раптово вони напали на правителя і умертвили його.

## Вплив на релігію і культуру
Правління вихідця з Іллірії носило риси східного деспотизму, оскільки він не терпів навіть найменшого протиріччя його волі і рішень. Авреліан першим серед римських імператорів став носити дорогоцінну діадему як символ влади в Стародавньому Римі. На деяких монетах, що були викарбувані у римських провінціях, його величали словами «народжений бог і володар».
Зробив широко поширений у військах культ Sol Invictus — Непереможного Сонця державною релігією. На честь Сонця був присвячений храм на Марсовому полі. Подібні храми-мітреніуми стали споруджуватися по всій імперії. У 274 р. імператор Авреліан оголосив неділю (день бога Сонця) єдиним і загальним для всієї імперії святковим днем. Також саме за часів його правління Різдво остаточно стали святкувати в день зимового сонцестояння.

## Вплив на календар
У 274 р. імператор Авреліан оголосив неділю (день бога Сонця) єдиним і загальним для всієї імперії святковим днем. Також саме за часів його правління Різдво остаточно стали святкувати в день зимового сонцестояння.